# Toshima (Kagoshima)
Toshima (jap. 十島村 Toshima-mura) – wieś w Japonii, w prefekturze Kagoshima. Położona jest na wyspach Tokara, będących częścią archipelagu Satsunan. Według danych na rok 2020 miejscowość zamieszkiwało 740 mieszkańców , a gęstość zaludnienia wyniosła 7,3 os./km².